# Laukuva
Laukuva (ryska: Лаукува) är en ort i Litauen.   Den ligger i kommunen Šilalė och länet Tauragė län, i den västra delen av landet, 220 km nordväst om huvudstaden Vilnius. Laukuva ligger 154 meter över havet och antalet invånare är 998.
Terrängen runt Laukuva är platt, och sluttar västerut. Runt Laukuva är det ganska glesbefolkat, med 27 invånare per kvadratkilometer. Närmaste större samhälle är Šilalė, 14,7 km söder om Laukuva. Omgivningarna runt Laukuva är en mosaik av jordbruksmark och naturlig växtlighet.